# Ильяшов, Андрей Степанович
Андрей Степанович Ильяшов (укр. Андрій Степанович Ільяшов; род. 20 декабря 1982, Павлоград, Днепропетровская область) — украинский футболист, нападающий.

## Биография
Его отец играл в футбол на позиции вратаря за команды из Павлограда и Жёлтых Вод. Андрей Ильяшов занимался в школе запорожского «Металлурга». В детско-юношеской футбольной лиге Украины выступал с 1998 по 1999 год. Профессиональную карьеру начал в 1999 году в составе «Металлурга-2», который выступал во Второй лиге Украины. За основную команду в Высшей лиге Украины дебютировал 11 марта 2001 года в матче против «Кривбасса» (0:0). Первую половину сезона 2002/03 отыграл в Первой лиге за «Николаев». Всего за «Металлург» в Высшей лиге Украины провёл 25 матчей и забил 2 гола.
Покинув «Металлург» в 2004 году, Ильяшов в 2006 году играл за сведловский «Шахтёр» на любительском уровне. Позднее он вернулся в профессиональный футбол и выступал за днепродзержинскую «Сталь», симферопольский «ИгроСервис» и черниговскую «Десну». После «Десны» Андрей Ильяшов не играл в течение трёх лет и сумел вернуться в профессионалы в 2013 году, заключив контракт с криворожским «Горняком». Выступая во Второй лиге Ильяшов стал лучшим бомбардиром команды в сезоне 2012/13, забив 15 мячей.
В 2015 году играл за зачепиловский «Колос» в любительском чемпионате Украины. Завершил карьеру игрока в 2019 году в составе «Павлограда» из чемпионата Днепропетровской области, где затем работал главным тренером. В 2019 год начал проходить обучение по для получения диплома УЕФА категории «В».